# Макио Акијама
Макио Акијама (秋山 万喜夫 Akiyama Makio, 1950) јапански је астроном који је повезан са Сусоно опсерваторијом. Пронашао је различите астероиде, као и астероид 4904 Макио који је назван у његову част.
| Откривено астероида: 16 | Откривено астероида: 16 |
| ----------------------- | ----------------------- |
| 5333 Канаја[1]          | 18. октобар 1990.       |
| 5334 Мишима[1]          | 8. фебруар 1991.        |
| 5743 Като[1]            | 19. октобар 1990.       |
| 6251 Сецуко[1]          | 25. фебруар 1992.       |
| 6419 Сусоно[1]          | 7. децембар 1993.       |
| 6792 Акијаматакаши[1]   | 30. новембар 1991.      |
| 6961 Ашитака[1]         | 26. мај 1989.           |
| 7472 Кумакири[1]        | 13. фебруар 1992.       |
| 8273 Апатеија[1]        | 29. новембар 1989.      |
| 9033 Каване[1]          | 4. јануар 1990.         |
| 28004 Теракава          | 2. децембар 1997.       |
| 29624 Сугијама          | 2. октобар 1998.        |
| 35441 Кјоко             | 31. јануар 1998.        |
| 40994 Текаридаке        | 20. октобар 1999.       |
| 53157 Акаишидаке        | 5. фебруар 1999.        |
| 55873 Шиомидаке         | 26. октобар 1997.       |
| 1. 1 са Тошимаса Фурута |                         |